# Gooute
Gooute Pte. Ltd. は2013年にシンガポールに設立されたIT企業で、ITコンサル/インキュベーション支援を事業とする。